# Campionati europei di atletica leggera indoor 1988 - Salto in alto femminile
La gara di salto in alto femminile si è tenuta il 6 marzo 1988 presso lo stadio Sportcsárnok di Budapest.

## Risultati

### Finale
| Record mondiale       | Stefka Kostadinova | 2,07 m | Atene    | 20 febbraio 1988 |
| Record dei Campionati | Tamara Bykova      | 2,03 m | Budapest | 6 marzo 1983     |
| Capolista stagionale  | Stefka Kostadinova | 2,07 m | Atene    | 20 febbraio 1988 |

Domenica 6 marzo 1988.
| Pos     | Atleta             | Nazionalità      | 1,75 | 1,80 | 1,88 | 1,91 | 1,94 | 1,97 | 2,01 | 2,04 | 2,07 | Risultato |
| ------- | ------------------ | ---------------- | ---- | ---- | ---- | ---- | ---- | ---- | ---- | ---- | ---- | --------- |
| Oro     | Stefka Kostadinova | Bulgaria         | –    | –    | –    | –    | –    | –    | –    | –    | –    | 2,04 m    |
| Argento | Heike Redetzky     | Germania Ovest   | –    | –    | –    | –    | –    | –    | –    | –    |      | 1,97 m    |
| Bronzo  | Larissa Kositsina  | Unione Sovietica | –    | –    | –    | –    | –    | –    |      |      |      | 1,97 m    |
| 4       | Lyudmila Avdeyenko | Unione Sovietica | –    | –    | –    | –    | –    | –    |      |      |      | 1,94 m    |
| 5       | Emilia Dragieva    | Bulgaria         | –    | –    | –    | –    | –    |      |      |      |      | 1,91 m    |
| 6       | Gabriele Günz      | Germania Est     | –    | –    | –    | –    | –    |      |      |      |      | 1,91 m    |
| 7       | Andrea Mátay       | Ungheria         | –    | –    | –    | –    | –    |      |      |      |      | 1,88 m    |
| 7       | Maryse Éwanjé-Épée | Francia          | –    | –    | –    | –    | –    | –    |      |      |      | 1,88 m    |
| 9       | Debbie McDowell    | Regno Unito      | –    | –    | –    | –    | –    |      |      |      |      | 1,85 m    |
| 10      | Madely Beaugendre  | Francia          | –    | –    | –    | –    | –    |      |      |      |      | 1,85 m    |
| 11      | Jolanta Komsa      | Polonia          | –    | –    | –    | –    |      |      |      |      |      | 1,85 m    |
| 12      | Níki Bakoyánni     | Grecia           | –    | –    | –    | –    |      |      |      |      |      | 1,85 m    |
| 13      | Diana Davies       | Regno Unito      | –    | –    | –    | –    |      |      |      |      |      | 1,80 m    |
| 13      | Hanne Haugland     | Norvegia         | –    | –    | –    | –    |      |      |      |      |      | 1,80 m    |
| 13      | Katalin Sterk      | Ungheria         | –    | –    | –    | –    |      |      |      |      |      | 1,80 m    |
| 16      | Beata Virostz      | Ungheria         | –    | –    | –    | –    |      |      |      |      |      | 1,80 m    |
| -       | Sigrid Kirchman    | Austria          | –    | –    | –    | –    |      |      |      |      |      | nm        |

### Classifica
| Pos.    | Atleta             | Età | Nazione          | Misura | Note                          |
| ------- | ------------------ | --- | ---------------- | ------ | ----------------------------- |
| Oro     | Stefka Kostadinova | 22  | Bulgaria         | 2,04 m | Record dei campionati         |
| Argento | Heike Redetzky     | 23  | Germania Ovest   | 1,97 m | Miglior prestazione personale |
| Bronzo  | Larissa Kositsina  | 25  | Unione Sovietica | 1,97 m | Miglior prestazione personale |
| 4       | Lyudmila Avdeyenko | 25  | Unione Sovietica | 1,94 m |                               |
| 5       | Emilia Dragieva    | 23  | Bulgaria         | 1,91 m |                               |
| 6       | Gabriele Günz      | 26  | Germania Est     | 1,91 m |                               |
| 7       | Andrea Mátay       | 22  | Ungheria         | 1,88 m |                               |
| 7       | Maryse Éwanjé-Épée | 23  | Francia          | 1,88 m |                               |
| 9       | Debbie McDowell    | 23  | Regno Unito      | 1,85 m |                               |
| 10      | Madely Beaugendre  | 22  | Francia          | 1,85 m |                               |
| 11      | Jolanta Komsa      | 19  | Polonia          | 1,85 m |                               |
| 12      | Níki Bakoyánni     | 19  | Grecia           | 1,85 m |                               |
| 13      | Diana Davies       | 26  | Regno Unito      | 1,80 m |                               |
| 13      | Hanne Haugland     | 20  | Norvegia         | 1,80 m |                               |
| 13      | Katalin Sterk      | 26  | Ungheria         | 1,80 m |                               |
| 16      | Beata Virostz      | -   | Ungheria         | 1,80 m |                               |
| -       | Sigrid Kirchman    | -   | Austria          | nm     |                               |